# 야스마니 그란달
야스마니 그란달(Yasmani Grandal, 1988년 11월 8일 ~ )은 쿠바출신의 야구 선수이자, 미국 내셔널 리그 피츠버그 파이리츠의 포수이다.

## 경력

### 메이저 리그 이전
1988년에 쿠바의 수도인 아바나에서 태어났지만 1999년에 쿠바에서 미국의 플로리다주에 있는 마이애미로 이민을 간다. 그리고 5년 후에는 미국의 시민권을 취득했다.
마이애미 대학교를 다녔으며, 마지막 시즌에서는 최고의 아마추어 선수로 불리며 골든 스파이크 상에서는 2위를 했다.
2010년에 있었던 MLB드래프트에서 신시내티 레즈에게 1라운드 전체 12순위로 지명되어 8월 16일에 4년 총액 299만 달러에 계약을 맺고 입단한다.
마이너 리그 베이스볼에서는 괜찮은 성적을 남기지만 2011년 12월에 있었던 맷 레이토스와의 4대1 트레이드로 에디슨 볼퀘즈, 욘더 알론소, 브래드 박스버거와 함께 샌디에이고 파드레스로 이적한다.

### 메이저 리그
2012년 6월 2일에 있었던 애리조나 다이아몬드백스전에서 메이저 리그데뷔를 한다. 데뷔를 한 후에는 트리플A로 돌아갔으며, 올스타 퓨처스 게임에 출장했다. 재승격된 6월 30일에 있었던 콜로라도 로키스전에서는 4회에 좌투수인 크리스티안 프리드리히를 상대로 메이저 리그 데뷔 이후 첫 홈런을 쳤으며, 계속해서 6회에는 우투수인 제레미 거스리를 상대로 2호 홈런을 쳤다. 이로 인해 메이저 리그에서 친 첫 2개의 안타가 좌우타석 홈런이라는 메이저 리그사상 첫번째인 진귀한 기록을 만들어냈다. 그 후에는 신인이면서 완성도가 높은 타격으로 타선의 중심축을 맡았으며, 팀을 견인했다. 하지만, 오프시즌인 11월에 있었던 도핑 테스트에서 금지약물인 테스토스테론을 복용한 것이 밝혀지며 50경기 출장 정지 처분을 받았다.
2013년 7월 6일에 있었던 워싱턴 내셔널스전에서 3회말 수비도중에 홈에서 앤서니 렌던과 부딪히며 오른쪽 무릎을 부상 당하게 되고, 다음 날에는 부상자 명단에 오른다. 그리고 7월 9일에는 오른쪽 무릎 전십자인대 파열이라고 발표되어 8월 6일에 수술을 하였으며, 복귀까지 걸리는 시간은 9개월에서 12개월 정도가 걸릴 것이라고 예상되었다.
2014년 3월 3일에 샌디에이고 파드레스와 1년 계약을 맺는다. 시즌에 들어가서는 주전포수로 기용되는 등, 1루수로서 출장하는 경우도 있었다. 자신의 커리어에서 처음으로 100경기가 넘는 128경기에 출장하였으며, 19개의 2루타와 15개의 홈런을 기록하며 좋은 장타력을 보여줬지만 .225의 타율과 115개의 삼진을 기록하며 공을 맞추는 능력에서는 좋은 모습을 보여주지 못했다. 포수로서 수비력에서는 수비방어점 -4, 리그에서 가장 많은 12개의 패스트 볼, 리그 평균치인 28%의 도루저지율을 크게 밑도는 13%를 기록하며 전년보다 수비에서 좋아진 모습은 찾아볼 수 없었다.
시즌이 끝나고 오프시즌이 진행되던 12월 11일에는 맷 켐프, 팀 페데로위츠와 트레이드되어 팀의 유망주인 조 윌랜드, 잭 에플린과 함께 로스앤젤레스 다저스로 이적하게 된다. 트레이드가 된 후인 12월 28일에는 스포츠 전문매체인 ESPN이 선정한 2015년에 크게 활약할 타자에서 4위로 뽑히며 기대를 모은다.

## 연도별 타격 성적
| 연 도          | 소 속          | 나 이          | 출 장 | 타 석 | 타 수 | 득 점 | 안 타 | 2 루 타 | 3 루 타 | 홈 런 | 타 점 | 도 루 | 도 실 | 볼 넷 | 삼 진 | 타 율 | 출 루 율 | 장 타 율 | O P S | 루 타 | 병 살 타 | 몸 맞 | 희 타 | 희 플 | 고 4 |
| -------------- | -------------- | -------------- | ----- | ----- | ----- | ----- | ----- | ------- | ------- | ----- | ----- | ----- | ----- | ----- | ----- | ----- | -------- | -------- | ----- | ----- | -------- | ----- | ----- | ----- | ---- |
| 2012           | SDP            | 24             | 60    | 226   | 192   | 28    | 57    | 7       | 1       | 8     | 36    | 0     | 0     | 31    | 39    | .297  | .394     | .469     | .863  | 90    | 8        | 1     | 0     | 2     | 1    |
| 2013           | SDP            | 25             | 28    | 108   | 88    | 13    | 19    | 8       | 0       | 1     | 9     | 0     | 0     | 18    | 18    | .216  | .352     | .341     | .693  | 30    | 1        | 1     | 0     | 1     | 2    |
| 2014           | SDP            | 26             | 128   | 443   | 377   | 47    | 85    | 19      | 1       | 15    | 49    | 3     | 0     | 58    | 115   | .225  | .327     | .401     | .728  | 151   | 7        | 2     | 0     | 6     | 1    |
| 2015           | LAD            | 27             | 115   | 426   | 355   | 43    | 83    | 12      | 0       | 16    | 47    | 0     | 1     | 65    | 92    | .234  | .353     | .403     | .756  | 143   | 16       | 2     | 1     | 3     | 1    |
| 2016           | LAD            | 28             | 126   | 457   | 390   | 49    | 89    | 14      | 1       | 27    | 72    | 1     | 3     | 64    | 116   | .228  | .339     | .477     | .816  | 186   | 11       | 2     | 0     | 1     | 1    |
| MLB 통산 : 5년 | MLB 통산 : 5년 | MLB 통산 : 5년 | 457   | 1660  | 1402  | 180   | 333   | 60      | 3       | 67    | 213   | 4     | 4     | 236   | 380   | .238  | .348     | .428     | .776  | 600   | 43       | 8     | 1     | 13    | 6    |

## 참조
1. ↑  “Yasmani Grandal Statistics and History”. Baseball-Reference.com. 2014년 12월 28일에 확인함.
2. ↑  “Roots run deep”. 《ESPN.com》 (영어). 2014년 12월 28일에 확인함.
3. ↑  “From Cuba to Miami, Grandal flourishes”. 《ESPN.com》 (영어). 2014년 12월 28일에 확인함.
4. ↑  “Reds' negotiations with top pick progressing”. MLB. 2014년 12월 28일에 확인함.
5. ↑  “Grandal gets contract, spot on Reds' roster | reds.com: News”. MLB.com. 2012년 6월 19일. 2014년 12월 28일에 확인함.
6. ↑  “신시내티, 4대1 트레이드로 레이토스 영입”. 2011년 12월 18일. 2014년 12월 28일에 확인함.
7. ↑  “Daniel Hudson goes eight strong in D-backs' victory against Padres”. ESPN. Associated Press. 2012년 6월 2일. 2012년 6월 7일에 원본 문서에서 보존된 문서. 2012년 6월 3일에 확인함.
8. ↑  “Prospects pack rosters for 2012 All-Star Futures Game”. MLB. 2012년 6월 19일. 2012년 6월 23일에 원본 문서에서 보존된 문서. 2014년 12월 28일에 확인함.
9. ↑  Scott, Trey (2012년 1월 7일). “Scott, Trey. "Grandal's pair of HRs lift Padres past Rox," MLB.com, Saturday, June 30, 2012”. Sandiego.padres.mlb.com. 2014년 12월 15일에 원본 문서에서 보존된 문서. 2014년 12월 28일에 확인함.
10. ↑  “MLB 그란달, 금지약물 복용해 50경기 출전정지”. 2012년 11월 8일. 2014년 12월 28일에 확인함.
11. ↑  Corey Brock (2013년 1월 11일). “Grandal injured on play at plate, headed to DL”. 《MLB.com》. 2014년 12월 28일에 확인함.
12. ↑  “Padres select C Rene Rivera from Triple-A Tucson”. 《MLB.com Padres Press Release》. 2013년 7월 7일. 2014년 1월 11일에 원본 문서에서 보존된 문서. 2014년 12월 28일에 확인함.
13. ↑  Jamal Collier (2013년 7월 9일). “Grandal set for ACL surgery, likely out 9-12 months”. 《MLB.com》. 2014년 1월 11일에 원본 문서에서 보존된 문서. 2014년 12월 28일에 확인함.
14. ↑  “Padres agree to terms with 22 players on 2014 contracts”. 《MLB.com Padres Press Release》. 2014년 3월 3일. 2014년 3월 13일에 원본 문서에서 보존된 문서. 2014년 12월 29일에 확인함.
15. ↑  “Yasmani Grandal Statistics and History”. Baseball-Reference.com. 2014년 12월 29일에 확인함.
16. ↑  “야스마니 그란달, 다저스 합류 ‘류현진 새 파트너’”. 2014년 12월 12일. 2014년 12월 29일에 확인함.
17. ↑  “ESPN "야스마니 그란달, 2015년 크게 활약할 타자 4위"”. 2014년 12월 28일. 2014년 12월 30일에 확인함.